# Accords canadiens sur la promotion et la protection des investissements étrangers
Pour les articles homonymes, voir APIE (homonymie).
Pour un article plus général, voir Traité bilatéral d’investissement.
Un accord sur la promotion et la protection des investissements étrangers (APIE), en anglais Foreign Investment Promotion and Protection Agreement (FIPA), est un accord
signé entre deux pays. Ce type d'accord bilatéral vise à promouvoir et à protéger les investissements étrangers. Des droits et des obligations juridiquement contraignants sont ainsi mis en place à cet effet. L’APIE assure ainsi aux investisseurs étrangers des pays concernés de recevoir un traitement équitable de telle sorte « que leurs investissements ne seront pas expropriés sans que des indemnités suffisantes leur soient versées promptement et qu’ils ne seront en aucun cas soumis à un traitement inférieur à la norme minimale prévue en droit international coutumier. » Dans la plupart des cas, les investisseurs se verront accorder la liberté d’investir des capitaux et de rapatrier leurs investissements et le rendement de ceux-ci.

## APIE canadiens
En 1989, le Canada commença à négocier des APIE. Fin 2016, le Canada avait conclu et signé ce type d'accord avec 36 pays. De ce nombre, l'accord est entré en vigueur pour 31 d'entre eux. À cette liste s'ajoute cinq pays ayant concluent ce type d'accord avec le Canada mais dont le texte définitif n'a pas encore été signé. Les négociations pour l'APIE impliquant le Canada seraient également en cours avec neuf autres pays.
Liste des États avec lesquels le Canada a conclu un accord sur la promotion et la protection des investissements étrangers (APIE),.
- Argentine, Entré en vigueur:  29 avril 1993
- Arménie, Entré en vigueur : 29 mars 1999
- Barbade, Entré en vigueur : 17 janvier 1997
- Bénin, Entré en vigueur : 12 mai 2014
- Burkina Faso, signé : avril 2015
- Cameroun, signé : mars 2014
- Chine, Entré en vigueur : 1er octobre 2014
- Costa Rica, Entré en vigueur : 29 septembre 1999
- Côte d'Ivoire, signé : novembre 2014
- Croatie, Entré en vigueur : 30 janvier 2001
- Équateur, Entré en vigueur : 6 juin 1997
- Égypte, Entré en vigueur : 3 novembre 1997
- Fédération de Russie, Entré en vigueur : 27 juin 1991 (à la suite du démantèlement de l'URSS en 1991, la fédération de Russie est maintenant liée par l'APIE à titre d'État qui a succédé à l'URSS)
- Guinée, signé : décembre 2013
- Hong Kong, signé : février 2016
- Hongrie, Entré en vigueur : 21 novembre 1993
- Jordanie, Entré en vigueur : 14 décembre 2009
- Lettonie, Entré en vigueur : 24 novembre 2011
- Liban, Entré en vigueur : 19 juin 1999
- Koweït, signé : 19  février 2014
- Mali, signé : novembre 2014
- Nigeria, signé : mai 2014
- Panama, Entré en vigueur : 13 février 1998
- Pérou, Entré en vigueur : 20 juin 2007
- Philippines, Entré en vigueur : 13 novembre 1996
- Pologne, Entré en vigueur : 22 novembre 1990
- Roumanie, Entré en vigueur : 23 novembre 2011
- République tchèque, Entré en vigueur : 22 janvier 2012
- Sénégal, signé : novembre 2014
- Serbie,  Entré en vigueur : 27 avril 2015
- Slovaquie, Entré en vigueur : 14 mars 2012
- Tanzanie, Entré en vigueur : 9 décembre 2013
- Thaïlande, Entré en vigueur : 24 septembre 1998
- Trinité-et-Tobago, Entré en vigueur : 8 juillet 1996
- Ukraine, Entré en vigueur : 24 juillet 1995
- Uruguay, Entré en vigueur : 2 juin 1999
- Venezuela, Entré en vigueur : 28 janvier 1998

Liste des pays pour lesquels les négociations d'APIE avec le Canada ont été conclues mais dont l'accord n'est pas encore signé.
- Albanie - Négociations conclues : novembre 2013
- Bahreïn - Négociations conclues : février 2010
- Madagascar - Négociations conclues : août 2008
- Moldavie - Négocitations conclues : décembre 2013
- Zambie - Négociations conclues : mars 2013

Liste des pays pour lesquels les négociations d'APIE avec le Canada sont en cours.
- Ghana
- Inde
- Kazakhstan
- Macédoine
- Kenya
- Kosovo
- Pakistan
- Tunisie
- Émirats arabes unis